# Международный день белого медведя
Международный день белого медведя (англ. International Polar Bear Day) — ежегодное событие, отмечаемое каждый год 27 февраля с целью повышения осведомленности о сохранении белого медведя.

## Описание
Международный день белого медведя организован организацией Polar Bears International с целью повышения осведомленности о влиянии глобального потепления и сокращении морского льда на популяции белых медведей. Этот день побуждает людей искать способы снизить выбросы углекислого газа, например, выключая термостат или меньше передвигаясь на автомобиле. Этот день также используется для поощрения установки энергоэффективных утеплителей в домах.

## Соблюдение

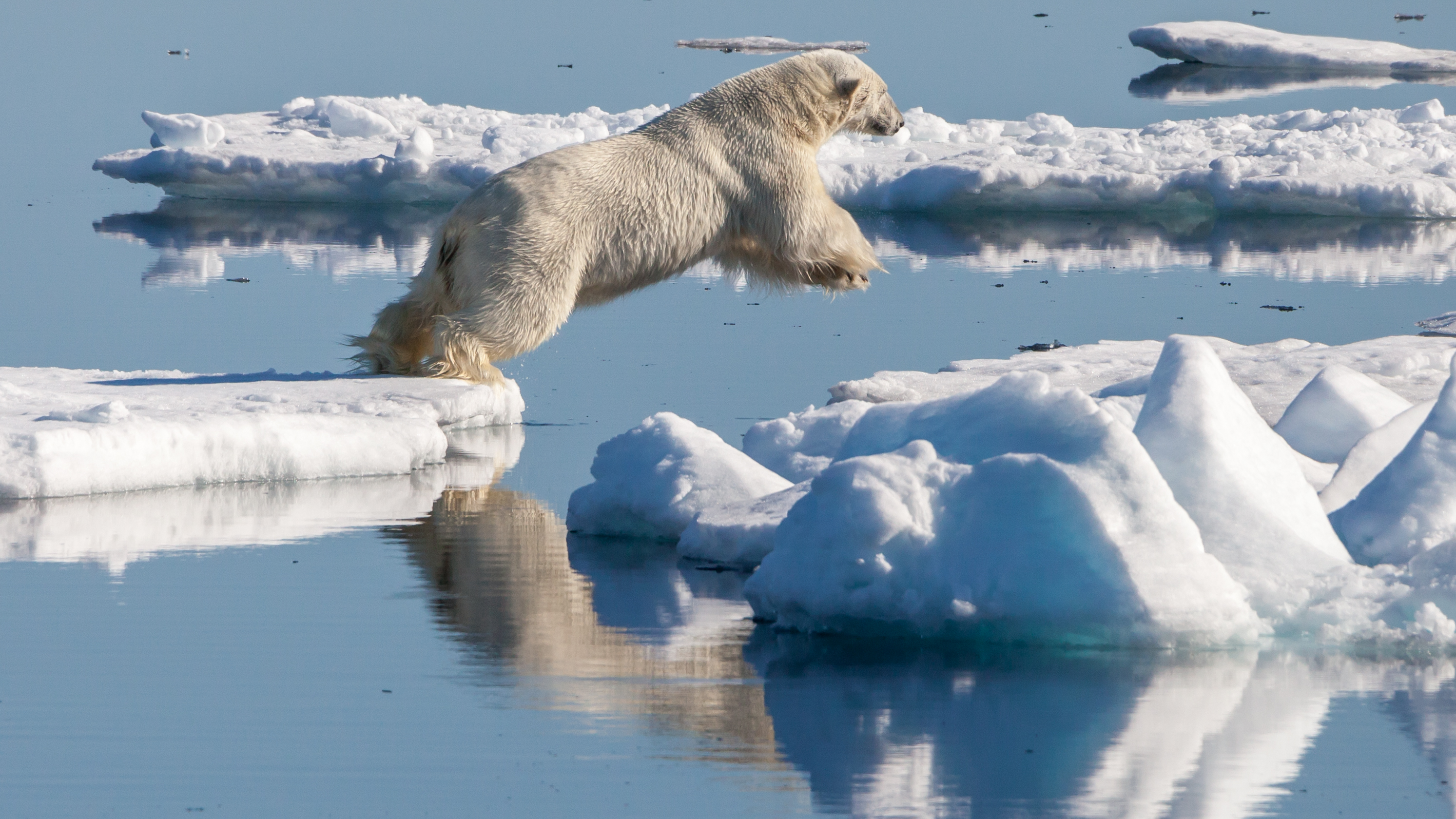
Белый медведь (Ursus maritimus) в районе дрейфующих льдов к северу от Шпицбергена

Многие зоопарки используют этот день для информирования о сохранении белых медведей и поощрения посещения выставок белых медведей. Этот день также имел определенное политическое влияние. Джек Шапиро, заместитель руководителя климатической кампании при американском президенте Бараке Обаме, использовал этот день, чтобы доказать необходимость действий Конгресса по проблеме изменения климата. В 2014 году Университет Саскачевана объявил, что повысит температуру термостатов на два градуса Цельсия летом и опустит на два градуса зимой в честь Международного дня белого медведя. Ожидается, что это решение сократит выбросы углекислого газа университетом на две тысячи тонн и сэкономит университету более двухсот тысяч долларов в год. Отмечается, что Международный день белого медведя эффективен в повышении осведомленности о белых медведях в Интернете посредством поиска информации.